# Видовиште (община Зрновці)
Видо́виште (мак. Видовиште) — село у Північній Македонії, яке входить до общини Зрновці, що в Східному регіоні країни.
Громада складається з — 494 особи (перепис 2002): 481 македонців і 13 арумунів. Село розкинулося в передгірській місцевості (середні висоти — 482 метрів) у підніжжі гори Плачковиця.